# Jaén (uva)

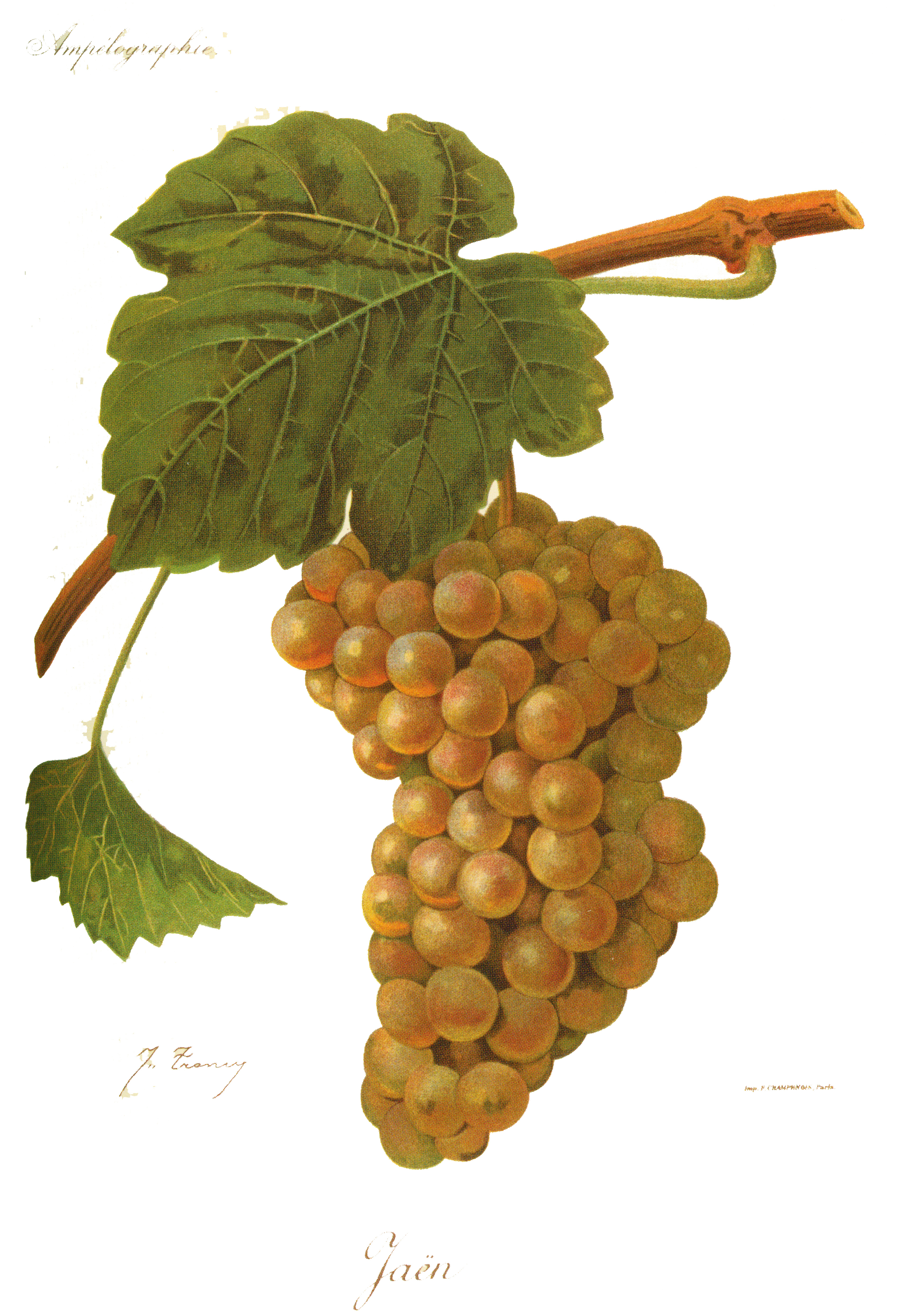
Racimo de jaén en la obra La Ampelografía de Pierre Viala y Victor Vermorel.

La jaén es una uva blanca de vino española que se encuentra sobre todo en el sur del país. Es una uva indicada para la Denominaciones de Origen de Montilla-Moriles y Ribera del Guadiana. En Jerez se usa para la producción de brandy.

## Sinónimos
También es conocida con los sinónimos cayetana blanca, blanca cayetana, amor blanco, aujubi, avesso du Minho, baladí, baladí-verdejo, belledy, blanco jaén, cagazal, calagrano, calagrano blanc, calegrano, cazagal, charello, charelo, chaselo, cheres, cirial, clagrano, dedo, dedro, djiniani, doradillo, farta gosos, fartagosos, garillo, garrida, garrido, garriga, garrilla, hoja vuelta, jaén blanco, jaén doradillo, jaén empinadillo, jaén pieto blanco, jaenes, jaina, jarime, jean de Castilla, jean de Letur, jean de Letur de Maratella, jean doradillo, jean dore, jean prieto, machuenco, maizancho, mariouti, mourisco arsello, mourisco portalegre, naves, naves cazagal, neruca, padero, parda, pardilla, pardina, pirulet, plateadillo, plateado, robal, tierra de barros, verdeja, virules y xarel·lo.
Además, la palabra Jaén también es, a su vez, un sinónimo de la uva mencía. Además hay una uva tinta llamada jaén negro o jaén tinto y otra llamada jaén rosado.